# Franziska Brauße
Franziska Brauße (Metzingen, 20 november 1998) is een Duitse wielrenster. Ze is zowel actief op de baan als op de weg. Vanaf 1 juli 2019 rijdt ze voor de Duitse wielerploeg WNT-Rotor, die in 2020 verder ging als Ceratizit-WNT. Ze won in 2019 de achtervolging op de Europese kampioenschappen baanwielrennen in Apeldoorn. In augustus 2021 nam ze namens Duitsland deel aan de Olympische Zomerspelen 2020 in Tokio; in de ploegenachtervolging reed ze samen met Lisa Brennauer, Lisa Klein en Mieke Kröger in de kwalificaties een wereldrecordtijd van 4 minuten en 7,307 seconden. In de finale werden ze Olympisch kampioen door de Britten te verslaan in een nieuw wereldrecord: 4 minuten en 4,242 seconden.

## Palmares

### Baanwielrennen
| Jaar         | DK                                                                 | EK                                                               | WK                                   | Overige                        |              |
| Als beloften | Als beloften                                                       | Als beloften                                                     | Als beloften                         | Als beloften                   | Als beloften |
| ------------ | ------------------------------------------------------------------ | ---------------------------------------------------------------- | ------------------------------------ | ------------------------------ | ------------ |
| 2017         |                                                                    | ploegenachtervolging                                             |                                      |                                |              |
| 2018         |                                                                    | omnium · ploegenachtervolging                                    |                                      |                                |              |
| 2019         |                                                                    | achtervolging · ploegenachtervolging                             |                                      |                                |              |
| 2020         |                                                                    | achtervolging · koppelkoers · ploegenachtervolging · puntenkoers |                                      |                                |              |
| Als elite    |                                                                    |                                                                  |                                      |                                |              |
| 2017         | koppelkoers · ploegenachtervolging · omnium · achtervolging        |                                                                  |                                      |                                |              |
| 2018         |                                                                    |                                                                  |                                      |                                |              |
| 2019         | achtervolging · koppelkoers · omnium · scratch · puntenkoers       | achtervolging · ploegenachtervolging                             |                                      |                                |              |
| 2020         |                                                                    |                                                                  | ploegenachtervolging · achtervolging |                                |              |
| 2021         |                                                                    | ploegenachtervolging, · achtervolging                            | ploegenachtervolging · achtervolging | OS Tokio: ploegenachtervolging |              |
| 2022         |                                                                    | ploegenachtervolging                                             | achtervolging                        |                                |              |
| 2023         | achtervolging, · afvalkoers, · koppelkoers, · ploegenachtervolging | achtervolging, · ploegenachtervolging                            | achtervolging                        |                                |              |
| 2024         |                                                                    | achtervolging, · ploegenachtervolging                            | ploegenachtervolging                 |                                |              |
| 2025         |                                                                    | ploegenachtervolging                                             |                                      |                                |              |

### Weg
2023
1e etappe (ITT) Ronde van Toscane
2024
Chrono Gatineau

#### Resultaten in voornaamste wedstrijden
| Jaar | Ronde van Italië | Ronde van Frankrijk | Ronde van Spanje |
| ---- | ---------------- | ------------------- | ---------------- |
| 2025 | opgave           | 105e                |                  |

| Jaar | Gent-Wevelgem | Ronde van Vlaanderen |
| ---- | ------------- | -------------------- |
| 2025 | opgave        | opgave               |

## Ploegen
- 2019 –  WNT-Rotor
- 2020 –  Ceratizit-WNT
- 2021 –  Ceratizit-WNT
- 2022 –  Ceratizit-WNT
- 2023 –  Ceratizit-WNT
- 2024 –  CERATIZIT-WNT Pro Cycling
- 2025 –  CERATIZIT-WNT Pro Cycling

2012: King, Rowsell, Trott ·
2016: Archibald, Barker, Rowsell, Trott  ·
2020: Brauße, Brennauer, Klein, Kröger ·
2024: Dygert, Faulkner, Valente, Williams
Asencio · Badegruber · Brauße (vanaf 1/7) · Brennauer · Ensing · Hammes · Koppenburg · Koster · Magnaldi · Pilote-Fortin · Rijkes · Santesteban · Soet · Teutenberg · Vieceli · Wild
Asencio · Brauße · Brennauer · Confalonieri · Hammes · Koster · Leth · Magnaldi · Rijkes · Santesteban · Soet · Teutenberg · Vieceli · Wild
Asencio · Banks · Brauße · Brennauer · Confalonieri · Hammes · Henttala · Lach · Leth · Magnaldi · Rijkes · Teutenberg · Vieceli · Wild
Alessio · Alonso · Archibald · Asencio · Brauße · Brennauer(tot 21/8) · Confalonieri · Eberle · Fidanza · Lach · Nilsson · Salazar · Schweinberger · Seidel · Teutenberg · Vieceli
Alonso · Archibald · Arzuffi · Asencio · Berton · Brauße · Eberle · A. Fidanza · M. Fidanza · Gill · Kerbaol · Lach · Nilsson · Schweinberger · Teutenberg · De Zoete
Alonso · Archibald · Arzuffi · Asencio · Berton · Brauße · Eberle · A. Fidanza · M. Fidanza · Jaskulska · Kerbaol · Lach · Schweinberger · Teutenberg · De Zoete
Alonso · Brauße · Burlová · Van Dam · Eberle · Fiorin · Hartmann (vanaf 14/3) · Hashimi · Hengeveld · Jaskulska · Miermont · Le Mouel · De Zoete · Zsankó